# Matt Haig
Pour les articles homonymes, voir Haig.
Œuvres principales
- Les Radley
- Humains
- Rester en vie

Matt Haig, né le 3 juillet 1975 à Sheffield,,, est un romancier et journaliste britannique.

## Biographie
Matt Haig grandit à Newark-on-Trent dans les Midlands-de-l'Est en Angleterre. Il fait des études de lettres et d'histoire à l'université de Hull, puis obtient un diplôme de master à l'université de Leeds,. Rester en vie, son œuvre autobiographique, fut numéro un sur la liste du Sunday Times et a été publié dans 24 pays. Benedict Cumberbatch jouera le rôle principal dans l'adaptation filmographique par Studiocanal de How to Stop Time, l'histoire d'un homme qui paraît avoir 40 ans alors qu'il en a 400. Studiocanal adaptera également Un garçon nommé Noël, la « véritable histoire » du Père Noël. En 2017, il reçut le titre de docteur honoris causa en lettres par l'université de Kingston. Haig demeure actuellement à Brighton avec sa compagne Andrea Semple et leurs deux enfants,.

## Œuvres

### Non-Fictions
- (en) How Come You Don't Have An E-Strategy[11],[12], Kogan Page (en), 2002
- (en) Brand Failures[13], Kogan Page (en), 2003
- (en) Brand Royalty[14], Kogan Page (en), 2004
- (en) Brand Success[15], Kogan Page (en), 2011
- Rester en vie[16],[17], Philippe Rey, 2016 ((en) Reasons to Stay Alive[18], Canongate Books (en), 2015)
- Débranchez-vous ! Comment trouver la paix dans un monde survolté, Philippe Rey, 2018 ((en) Notes on a Nervous Planet, Canongate Books (en), 2018)

### Fictions

La Bibliothèque de Minuit, un livre qui voyage

- (en) The Last Family in England[19], Jonathan Cape, 2004
- (en) The Dead Fathers Club[20], Jonathan Cape, 2006
- (en) The Possession of Mr Cave[21], Jonathan Cape, 2008
- Les Radley[22], Albin Michel, 2010 ((en) The Radleys[23], Free Press (en), 2010)
- Humains, Hélium, 2014 ((en) The Humans[24], Canongate Books (en), 2013)
- How To Stop Time, Hélium, 2019 ((en) How to Stop Time[25], Canongate Books (en), 2017)
- La Bibliothèque de Minuit, Mazarine, 2022 ((en) The Midnight Library, Canongate Books (en), 2020)
- (en) The Life Impossible, Viking Press, 2024

### Livres pour enfants
- La Forêt interdite (en)[26], Bayard Jeunesse, 2010 ((en) Shadow Forest[27], Corgi Children's, 2007)
- (en) Runaway Troll[28], G. P. Putnam's Sons, 2008
- (en) To Be a Cat[29], The Bodley Head, 2012
- (en) Echo Boy[30], Bodley Head Children's Books, 2014
- Un garçon nommé Noël[31], Hélium, 2016 ((en) A Boy Called Christmas[32], Canongate Books (en), 2015)
- La Fille qui a sauvé Noël[33], Hélium, 2017 ((en) The Girl Who Saved Christmas[34], Canongate Books (en), 2016)
- Le Père Noël et moi, Hélium, 2018 ((en) Father Christmas and Me[35], Canongate Books (en), 2017)
- (en) The Truth Pixi, Canongate Books (en), 2018
- (en) Evie and the Animals, Canongate Books (en), 2019
- (en) The Truth Pixie Goes to School, Canongate Books (en), 2019
- (en) Evie In The Jungle, Canongate Books (en), 2020
- Une souris nommée Miika, Actes Sud, 2021 ((en) A Mouse Called Miika, 2021)

### Contributions
- (en) The Internet Job Search Handbook[36], How To Books Ltd, 2001
- (en) The Complete Grimm's Fairy Tales[37], Puffin Classics (en), 2011
- (en) 40[38], Canongate Books (en), 2013
- (en) Haunted, Andersen Press (en), 2013
- (en) Humans: an A-Z[39], Canongate Books (en), 2014
- (en) Love Hurts[40], Corgi Children's, 2015
- (en) Here I Stand[41], Walker Books (en), 2016
- (en) The Anniversary[42], Orion Books, 2016

## Prix et distinctions[43]
- 2009 : lauréat du Blue Peter Book of the Year Award[44]
- 2009 : Calderdale Children's Book of the Year Award
- 2009 : East Sussex Children's Book Award
- 2009 : Lancashire Schools Library Fantastic Book Award
- 2009 : Leeds Book Award
- 2009 : Salford Children's Book Award
- 2008 : Bay Book Award Swansea
- 2008 : Blue Peter Book Award: The Book I Couldn't Put Down
- 2008 : Lincolnshire Young People's Book Award
- 2008 : Warrington Winner of Winners Book Award
- 2008 : Waterstone's Children's Book Prize
- 2007 : Sefton Super Reads
- 2007 : Gold Smarties Award[45]